# Judéo-gascon
Le judéo-gascon est un sociolecte de l'occitan gascon quasiment éteint, parlé par des Israélites de Gascogne.